# Flow of Soul vol.1 〜TAKURO meets Vanessa-Mae〜
Flow of Soul vol.1 〜TAKURO meets Vanessa-Mae〜は、日本のロックバンド、GLAYの2002年4月24日に発売したアルバムである。販売元はユニバーサルミュージック。

## 解説
- この作品のプロデュースはヴァネッサ・メイである。
- 「Francis Elena featuring Vanessa-Mae」はTAKUROがこの企画アルバムのために書き下ろした曲である。
- GLAYのメンバーは演奏しておらず、クラシカルにアレンジされたインストゥルメンタル・アルバムである。

## 収録曲
1. Way of Difference
2. Francis Elena featuring Vanessa-Mae
3. ずっと2人で…
4. グロリアス
5. a Boy〜ずっと忘れない〜
6. 彼女の“Modern…”
7. HOWEVER
8. I'm in Love
9. 誘惑
10. ビリビリクラッシュメン
11. 千ノナイフガ胸ヲ刺ス
12. pure soul